# Paracoelops megalotis
Paracoelops megalotis је врста слепог миша из породице Hipposideridae.

## Распрострањење
Вијетнам је једино познато природно станиште врсте.

## Станиште
Врста Paracoelops megalotis има станиште на копну.

## Угроженост
Подаци о распрострањености ове врсте су недовољни.

### Популациони тренд
Популациони тренд је за ову врсту непознат.